# Agriotes lineatus
El cuc mel·lo (Agriotes lineatus) és una espècie d'escarabat elatèrid les larves del qual s'alimenten d'arrels, tubercles i bulbs. És considerat una plaga pels jardiners i productors.

## Descripció morfològica
L'adult és un escarabat allargat, de closca dura, de color fosc, amb fines ratlles als èlitres i el tòrax i el cap coberts de pèls molt fins i curts. El seu cos sol ser afilat i mesura de 0,7 a 1 cm de llarg.
La larva és esvelta, cilíndrica, de color bronzejat a coure amb un cap marró fosc. Té 3 parells de potes i la seva part posterior acaba en una punta curta marró. Arriba als 3 cm de llarg al final del cicle.

## Comportament

### Locomoció
Aquest escarabat vola poc; sovint es mou per terra. Com que les femelles difícilment volen, les infestacions tarden a propagar-se de camp a camp.

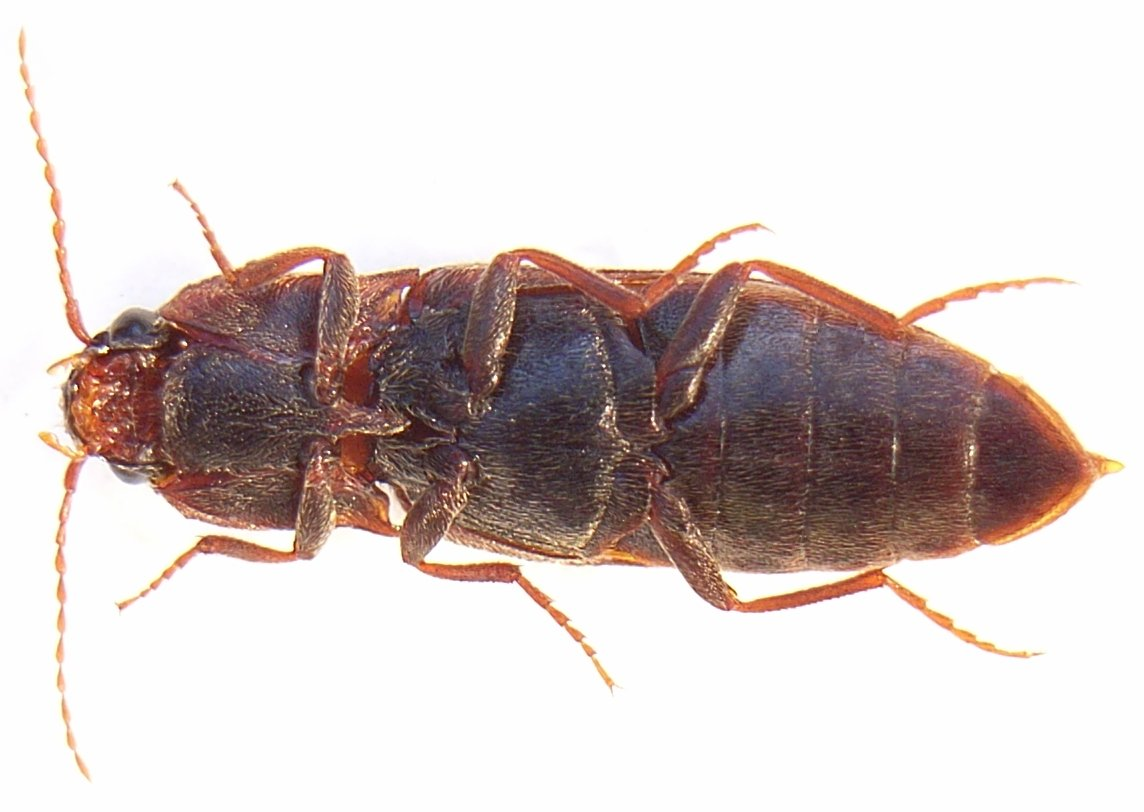
Part inferior d'un cuc mel·lo

La seva tècnica d'inversions, quan es troba d'esquena, implica un alliberament sobtat de la tensió muscular (vegeu la foto del costat). Té, de fet, a la seva part inferior un ressalt (situat entre les potes davanteres) capaç d'enganxar-se en una cavitat (situada entre les potes intermèdies). El sistema és alliberat per l'insecte quan llença el cap enrere, que el propulsa a l'aire. Si no aterra de peu a la primera temptativa, repetirà l'exercici.

### Alimentació
La larva s'alimenta de residus vegetals o arrels, bulbs, tubercles de moltes plantes cultivades, males herbes o silvestres.

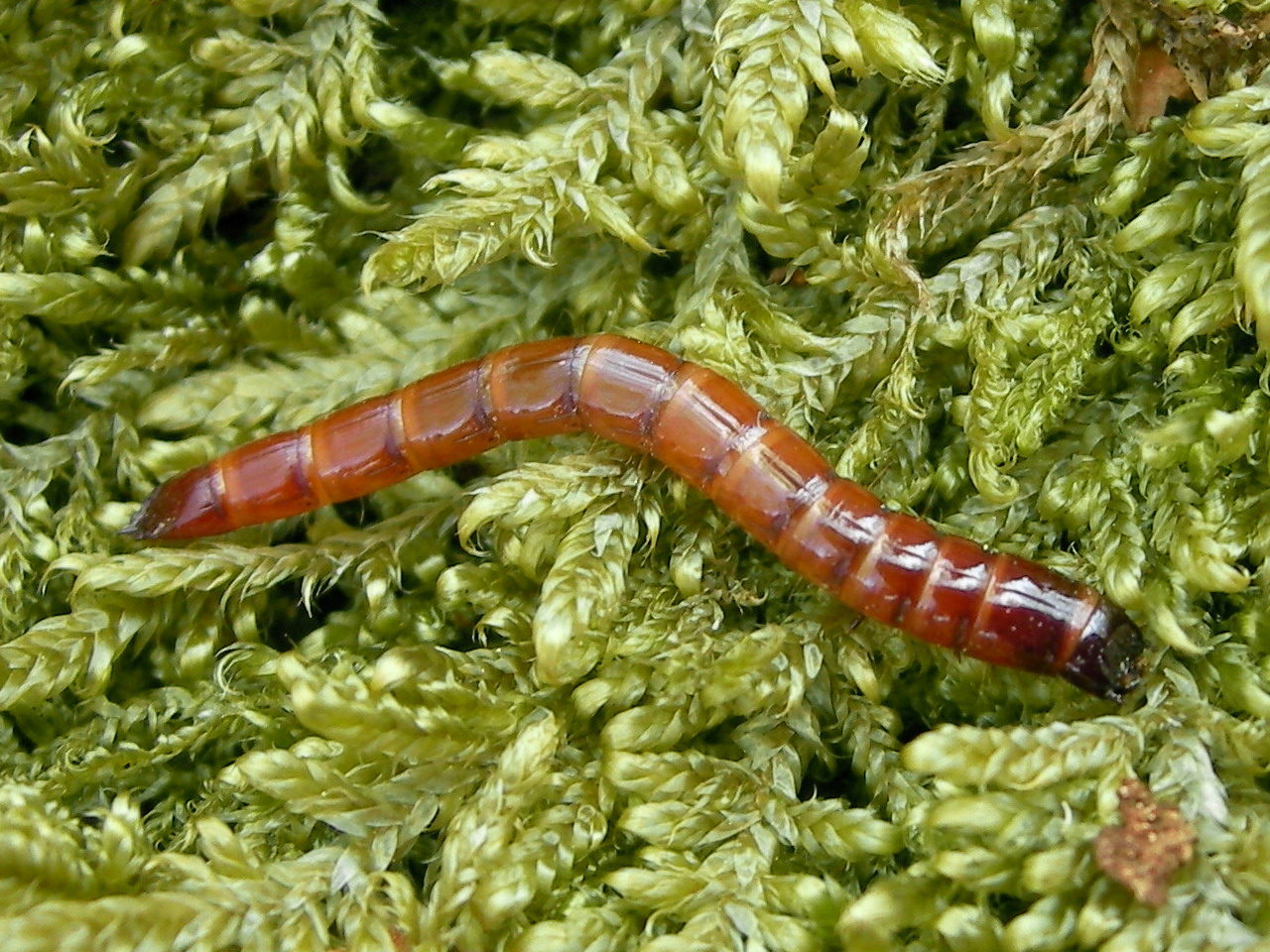
Larva de cuc mel·lo

El cicle evolutiu dura 4 anys en aquesta espècie.
Els adults, apareguts al març, s'aparellen i les femelles ponen un gran nombre d'ous escampats per terra, de maig a juliol. Els adults moren al setembre. Els ous triguen de 3 a 4 setmanes a descloure. Les larves, filiformes i de consistència dura, s'enterren a terra i s'alimenten de les parts subterrànies de moltes plantes durant gairebé 4 anys. La larva de l'últim estadi comença a pupar al juliol. Els adults, després d'haver passat l'hivern al refugi de l'alberg, sortiran la primavera següent.

## Distribució i hàbitat
Aquest insecte és més freqüent a les planes que a les zones de muntanya, i més freqüent a les zones de conreu que al guaret. Es troba gairebé a tot arreu a les zones temperades de l'hemisferi nord, tant a les zones neàrtiques com a les zones paleàrtiques (espècies holàrtiques).

## Sistemàtica

### Etimologia
"Agriotes" és una paraula grega que significa "qui viu als camps" i "lineatus" fa referència a les línies fines que es dibuixen a la part superior dels seus èlitres.

## Paper ecològic
Plaga de moltes plantes, aquest insecte és, almenys en estat larvari, una presa interessant per a altres insectes (com els escarabats), mamífers petits (musaranyes, talps) i ocells.

## Relació amb les activitats humanes

### Damnatges
Les larves són molt polífagues i apareixen sobretot el segon any després de la plantació del jardí i romanen al sòl durant diversos anys (etapa larvària de 4 anys per a Agriotes lineatus, A. sputator i A. obscurus, 2 anys per a Agriotes sordidus). Tement el fred i la sequera, s'endinsen a terra a l'hivern i a l'estiu. A la primavera es desplacen cap amunt i caven galeries a les plantes de patata, a les arrels i als brots en creixement. Més tard en la temporada de creixement, els cucs s'alimenten de les parts subterrànies de patates, pastanagues, remolatxa, ceba, tomàquet, porro o altres verdures, com ara blat de moro o blat. Les plantes atacades moren o no són aptes per al consum. Les larves també ataquen les arrels dels enciams, les arrels de la gespa i els arbres joves.

### Mitjans de lluita

#### Control preventiu
- El primer any d'implantació de l'hort, es conreen principalment brassicàcies (crucíferes) (cols, bròquils, créixens), i traslladen aquests cultius els anys següents.
- S'ha de protegir els seus enemics naturals : el talp, les musaranyanes, els escarabats i els ocells com els corbs, els estornells, les merles i els tords.
- S'ha d'afegir fems o compost per a augmentar la resistència dels conreus.[2]

#### Lluita ecològica
- Els ous es troben entre els 5 i els 10 centímetres superiors del sòl des de mitjans de maig fins a principis de juliol. Són molt susceptibles a la deshidratació, per la qual cosa es recomana de rascar el terra i deixar-la assecar-se.
- Els cucs de filferro aprecien els sòls compactes i humits : treballar la terra diverses vegades per tal d'afluixar-la, airejar-la i escórrer-la.
- Col·locació d'esquers: enfonsar les pastanagues o les patates a la meitat a terra, amb el costat tallat a uns 5 cm de profunditat. Comprovar i destruir regularment les larves atretes.
- Llaure el sòl a la fi de la tardor per exposar les larves a les gelades i als seus depredadors.
- Planta coca d'oli de ricí comú, sembra a la primavera i després enterra com a fem verd. Destrueix dràsticament els cucs i larves.[2]

#### Control químic
Hi ha productes específics de jardí a base de diazinon o clorpirifos-etil per a controlar els cucs. Tanmateix, no s'ha d'oblidar que aquests productes químics destrueixen tota la fauna auxiliar i, per tant, posen problemes de desequilibri del sòl a llarg termini. És important d'intervenir en el moment adequat: a la primavera (abril, maig) quan surten les larves o al començament de la tardor (setembre) abans que les larves hibernen. Aquests productes obren per ingestió i contacte: s'han d'incorporar a la capa superficial del sòl humit.
En l'agricultura, en particular per als cereals de tardor, la prohibició de molts productes sintètics planteja molts problemes. Diferents tècniques de cultiu com ara el conreu superficial a l'estiu i els cultius intercalats de plantes riques en glucosinolats com la mostassa poden ajudar a reduir el nombre de cucs.